# RCH in het seizoen 1956/57
Het seizoen 1956/1957 was het tweede jaar in het bestaan van de Heemsteedse betaaldvoetbalclub RCH. De club kwam uit in de Eerste divisie B en eindigde daarin op de vijfde plaats. Tevens deed de club mee aan het toernooi om de KNVB beker, hierin werd in de eerste ronde verloren van Haarlem (2–1).

## Wedstrijdstatistieken

### Eerste divisie B
|       | AGOVV | Blauw-Wit | D.F.C. | EBOH  | EDO   | Excelsior | Fortuna | Helmond | Hermes DVS | Rigtersbleek | SHS   | Sittardia | Stormvogels | Vitesse | Volendam |
| ----- | ----- | --------- | ------ | ----- | ----- | --------- | ------- | ------- | ---------- | ------------ | ----- | --------- | ----------- | ------- | -------- |
| Thuis | 2 – 1 | 2 – 5     | 3 – 1  | 4 – 1 | 2 – 1 | 1 – 1     | 4 – 0   | 3 – 0   | 3 – 0      | 2 – 0        | 0 – 0 | 1 – 0     | 0 – 2       | 2 – 1   | 2 – 2    |
| Uit   | 3 – 0 | 2 – 1     | 0 – 0  | 0 – 2 | 2 – 1 | 2 – 2     | 2 – 1   | 2 – 2   | 1 – 1      | 0 – 2        | 1 – 1 | 3 – 0     | 2 – 2       | 1 – 1   | 2 – 2    |

### KNVB beker
| 1e ronde                                        | Haarlem                 | 2 – 1 (2 – 0) | RCH                |
| 19 augustus 1956 Plaats: Haarlem Jan Gijzenkade | André Kamperveen –', –' |               | Lodewijk van Braam |

## Statistieken RCH 1956/1957

### Eindstand RCH in de Nederlandse Eerste divisie B 1956 / 1957
| Stand | Gespeeld | Gewonnen | Gelijk | Verloren | Punten | Doelpunten voor | Doelpunten tegen |
| ----- | -------- | -------- | ------ | -------- | ------ | --------------- | ---------------- |
| 5e    | 30       | 12       | 11     | 7        | 35     | 49              | 38               |

### Topscorers
| #      | Naam                     | Goal |
| ------ | ------------------------ | ---- |
| 1.     | Lodewijk van Braam       | 17   |
| 2.     | Louis Biesbrouck         | 6    |
| 2.     | Maup Kruijer             | 6    |
| 4.     | Piet Brouwer             | 5    |
| 5.     | Jan Honout               | 3    |
| 5.     | Rokus Hoogendoorn        | 3    |
| 5.     | Hendrik Ruis             | 3    |
| 8.     | Dirk de Jong             | 2    |
| 8.     | Johan Koster             | 2    |
| 10.    | Franciscus van der Klugt | 1    |
| 10.    | Gerard Lasschuit         | 1    |
| Totaal | Totaal                   | 49   |

| #      | Naam               | Goal |
| ------ | ------------------ | ---- |
| 1.     | Lodewijk van Braam | 1    |
| Totaal | Totaal             | 1    |